# Isata Kanneh-Mason
Isata Kanneh-Mason   (Nottingham, 27 de maig de 1996) és una pianista britànica. És germana i col·laboradora freqüent amb el violoncel·lista Sheku Kanneh-Mason. Ha estat descrita com "una de les músics clàssics més demandades d'avui".

## Primers anys i educació
Kanneh-Mason va créixer a Nottingham. Va ser la primera filla de Stuart Mason, de Londres, un gerent de negocis d'hotels de luxe d'origen d'Antigua, i de Kadiatu Kanneh, de Sierra Leone, exprofessora de la Universitat de Birmingham i autora del llibre de 2020 House of Music: Raising the Kanneh-Masons.
Isata va assistir a la Purcell School, abans de guanyar una plaça per estudiar a la Royal Academy of Music (RAM) amb la beca Sir Elton John. Més tard va actuar amb Elton John a Los Angeles el 2013. Mentre estava a la RAM, va estudiar amb Joanna MacGregor i Carole Presland.

## Carrera
Isata va ser una estrella emergent de l'European Concert Hall Organisation la temporada 2021-2022 i va actuar a diferents auditoris d'Europa. També va rebre el premi Leonard Bernstein, un premi Opus Klassik al millor artista jove i és un dels artistes del programa Junge Wilde de la Sala de concerts de Dortmund. Va ser artista en residència amb la Royal Philharmonic Orchestra la temporada 2022-2023.
Kanneh-Mason va fer el seu debut en solitari als BBC Proms el 2023, on va interpretar el Concert per a piano núm. 3 de Serguei Prokófiev amb l'Orquestra Nacional de Gal·les de la BBC.

## Discografia
Kanneh-Mason enregistra per a Decca Records.
- Romance: The Piano Music of Clara Schumann (2019), número u de la llista d'àlbums d'artistes clàssics, 18 de juliol de 2019
- Summertime (2021)
- Muse (amb Sheku Kanneh-Mason) (2021), número u de la llista d'àlbums d'artistes clàssics, 12 de novembre de 2021
- Childhood Tales (2023)